# Himaussaari
Himaussaari är en ö i Finland. Den ligger i sjön Pyhäjärvi och i kommunerna Vesilax och Lembois i landskapet Birkaland, i den södra delen av landet, 140 km nordväst om huvudstaden Helsingfors. Öns area är 6,1 hektar och dess största längd är 0,5 kilometer i sydöst-nordvästlig riktning.